# 더 메탈스 컴퍼니
더 메탈스 컴퍼니(The Metals Company), 이전 이름은 딥그린 메탈스(DeepGreen Metals)로 캐나다의 심해 채굴 탐사 회사이다. 이 회사는 태평양 클래리언 클리퍼턴 해저 균열대에서 다금속(니켈, 구리, 코발트 및 망가니즈) 단괴 채굴에 중점을 둔다.

## 역사
딥그린 메탈스는 2011년에 설립되었다. 같은 해, 국제 해저 기구(ISA)는 나우루 공화국이 후원하는 나우루 해양 자원(Nauru Ocean Resources Inc., NORI)과 통가가 후원하는 통가 해양 채굴(Tonga Offshore Mining Limited, TOML)에 국제 심해 지역 내 다금속 단괴 및 다금속 황화물 탐사 계약을 승인했다. NORI는 더 메탈스 컴퍼니(당시 딥그린 메탈스)의 완전 소유 자회사였으며 현재도 그렇다. 이 회사는 나중에 TOML을 인수했다.
2012년, 딥그린은 글렌코어 인터내셔널(Glencore International Inc.)과 계약을 맺었는데, 글렌코어는 멕시코 서쪽 NORI 계약 지역에서 미래 니켈 및 구리 생산량의 50%를 구매하기로 동의했다. 2015년, ISA는 키리바시 공화국이 후원하는 MARAWA에 탐사 계약을 승인했다. 같은 해, MARAWA는 딥그린과 독점 상업 계약을 체결했다.
2017년에 제라르 바론이 회장 겸 CEO로 임명되었고, 2018년에는 컨서베이션 인터내셔널의 전 수석 과학자였던 그레고리 스톤 박사가 수석 해양 과학자 겸 이사회 이사로 합류했다.
2019년 3월, 올시즈는 투자자 및 파트너가 되어 딥그린의 첫 대규모 타당성 연구를 위해 1억 5천만 달러의 자금을 추가했다.
2020년 4월, 딥그린은 딥 시 마이닝 파이낸스(Deep Sea Mining Finance)로부터 TOML을 인수하여 클래리언-클리퍼턴 해저 균열대의 추가 구역에 대한 탐사 권한을 확보했다. NORI, TOML, MARAWA 계약 지역은 모두 CCZ 내에 있다.
2021년, 딥그린 메탈스는 기업인수목적회사(SPAC)인 서스테이너블 오퍼튜니티스 어퀴지션 코프(Sustainable Opportunities Acquisition Corp, SOAC)와 29억 달러 규모의 합병을 통해 딥그린이 상장될 수 있게 되었다. 결과적으로 회사는 더 메탈스 컴퍼니로 사명을 변경하고 나스닥 증권거래소에서 "TMC"라는 티커 심볼로 거래되기 시작했다. 2021년 6월, NORI의 후원국인 나우루 공화국은 ISA에 심해 광물 개발을 시작하려는 의사를 통보했으며, 이에 따라 ISA는 2년 이내에 심해 채굴 규정을 확정하고 채택해야 했다. 또한 2021년에 더 메탈스 컴퍼니는 건축 회사 비야르케 잉엘스 그룹을 고용하여 금속 단괴를 육상 처리 시설로 운반하고 확보하는 데 사용될 로봇 차량과 해상 선박을 설계했다.
2022년 3월, 더 메탈스 컴퍼니는 자회사 NORI를 통해 클래리언 클리퍼턴 해저 균열대에서 계획된 통합 수집 시스템 테스트를 위한 환경영향평가서(Environmental Impact Statement)를 제출했다. 공개 이해관계자 협의 후, NORI는 ISA로부터 NORI-D 지역에서 니켈, 구리, 코발트, 망가니즈가 풍부한 단괴를 수집하는 시범 작업을 시작할 허가를 받았다. 2023년, TMC는 벤치마크 미네랄 인텔리전스(Benchmark Mineral Intelligence)와 계약하여 첫 NORI-D 프로젝트의 환경 영향을 모델링하는 생애 주기 분석을 수행했다. 이 분석 결과, TMC의 프로젝트는 대부분의 범주에서 모든 육상 생산 방식보다 우수한 성능을 보였다. 보고서에 따르면, 심해 채굴은 육상 채굴보다 지구 온난화 지수가 54%~70% 낮았는데, 육상 채굴은 종종 폭파, 산림 벌채, 탄소 흡수원 교란, 폐기물 꼬리물질을 통한 지하수 오염을 수반한다. 2011년 처음 탐사 계약을 받은 이후, 더 메탈스 컴퍼니는 환경 및 사회 영향 평가의 일환으로 NORI 탐사 지역에서 22번의 해상 연구 캠페인을 수행했다.
2025년 4월, 도널드 트럼프 미국 대통령의 해상 채굴 행정 명령에 따라 더 메탈스 컴퍼니는 심해 경질 광물 자원법(Deep Seabed Hard Mineral Resources Act) 및 미국 해양대기청이 정한 규정에 따라 상업적 회수 허가와 두 가지 탐사 허가를 신청했다. 상업적 회수 허가는 25,160제곱킬로미터를 포함하며, 두 탐사 허가 신청은 총 199,895제곱킬로미터를 포함한다. 이 지역에는 16억 3천만 습식 미터톤의 다금속 단괴가 매장되어 있으며, 이는 1,550만 톤의 니켈, 1,280만 톤의 구리, 200만 톤의 코발트, 3억 4,500만 톤의 망간을 포함할 것으로 예상된다.

### NORI 프로젝트
나우루 해양 자원(Nauru Ocean Resources Inc., NORI)은 더 메탈스 컴퍼니의 완전 소유 자회사이다. 2011년, 국제 해저 기구(ISA)는 나우루 정부의 후원을 받아 클래리언-클리퍼턴 해저 균열대(CCZ) 내 74,830제곱킬로미터 면적의 다금속 단괴 탐사 계약을 NORI에 승인했다. 이 탐사 지역에는 세계에서 가장 큰 미개발 니켈 매장지가 있다. 2021년 6월, 나우루는 NORI 지역에 대한 개발 신청을 제출할 계획을 ISA에 통보했으며, 이는 1982년 유엔 해양법 협약 제11부 이행에 관한 1994년 협정 제1부 제15조에 따라 ISA에게 심해 채굴 신청 승인을 용이하게 하는 데 필요한 규칙, 규정 및 절차를 채택 완료할 2년의 기한을 주었다. 2023년 7월 현재, ISA는 현재 네 번째 초안 규정에 따라 심해 상업 개발 신청을 검토하고 잠정적으로 승인해야 한다.

## 제품
더 메탈스 컴퍼니는 해저의 다금속 단괴에서 코발트, 구리, 니켈, 망간 등 인프라, 전력 생산, 송전 및 배터리 건설에 필수적인 금속을 채굴할 계획이다. 단괴는 4~6km 깊이에 위치하며 하와이와 멕시코 사이 태평양의 클래리언-클리퍼턴 해저 균열대(CCZ)에 풍부하다. TMC는 나우루, 통가 및 키리바시 국가들과의 계약을 통해 약 224,533제곱킬로미터에 달하는 CCZ에 대한 탐사 면허를 보유하고 있다. 이 지역에는 약 1,150만 톤의 금속이 매장되어 있는 것으로 추정된다. TMC는 해저에서 바위 수집을 위해 특별히 설계된 기계를 사용하여 단괴를 채굴할 계획인데, 이 기계는 해수면에 있는 선박에 연결된다. 수집된 단괴는 탈수되어 선박에 보관되며, 과도한 침전물은 대부분의 해양 생물을 피하기 위해 1,000미터 아래의 깊이로 다시 바다에 방류된다.

## 비판
2021년, 딥그린 메탈스와 서스테이너블 오퍼튜니티스 어퀴지션 코프의 합병을 통해 더 메탈스 컴퍼니가 설립되자, 업계 관찰자들은 이 회사의 "친환경" 입지에 의문을 제기했다. 베어드 마리타임(Baird Maritime)은 2021년 4월 현재 더 메탈스 컴퍼니가 매출이나 생산량이 없다는 점을 지적하며, 회사의 위험한 상업화 노력을 강조했다: "1970년대 해저 채굴에 대한 관심이 처음 촉발된 이래로, 4,500미터 수심에서 단괴의 니켈, 구리, 망간, 코발트를 상업적으로 성공적으로 채굴한 사람은 아무도 없다." 월스트리트 저널은 CEO 제라르 바론의 이전 심해 채굴 회사인 노틸러스 미네랄스가 겪었던 어려움을 지적했다. 그러나 2023년, WSJ은 배터리 금속 조달의 지속 가능성이 계속해서 논란이 되고 있지만, 최근 연구에 따르면 TMC의 단괴 수집을 통한 니켈 생산이 기존 공급원보다 환경 영향이 80% 낮았다고 언급했다.
많은 과학자들은 심해 채굴의 위험성에 대해 우려를 표명했다. 나우루에서의 딥그린의 노력에 대한 반발로, 400명 이상의 과학자들이 반대 성명에 서명했으며, 이는 "다세대적인 시간 규모에서 되돌릴 수 없는 생물 다양성 손실과 생태계 기능 상실"을 초래할 것이라고 주장했다. 2021년, BMW, 볼보, 구글, 삼성SDI 4개사가 세계자연기금의 채굴 중단 요청을 지지한 후, 딥그린은 자사의 관행을 옹호하는 공개 서한을 발표했다. 2023년 11월, 더 메탈스 컴퍼니는 해양 보존 옹호자들에게 공개 서한을 발표하여 심해 채굴에 대한 공개 대화를 촉구하고, 에너지 전환을 위한 자원 수요와 지속 가능성의 균형을 맞추기 위한 환경 책임, 투명성, 협력을 강조했다. 2024년 2월, 해양 과학자이자 브레이크스루 연구소의 기후 및 에너지 공동 국장인 시버 왕(Seaver Wang)은 육상 채굴에 비해 다양한 잠재적 이점을 고려할 때 "해저 채굴에 대한 개방적인 태도"를 주장하는 기사를 발표하며, "심해 채굴에 대한 즉각적인 채굴 중단 요구는 시기상조일 뿐만 아니라 건설적인 대화와 협상을 회피하는 것"이라고 경고했다. 이 견해는 나중에 자동차 산업을 포함한 38개 산업 분야를 대표하는 독일 산업 연맹에 의해 지지되었는데, 이들은 "예방적 중단이나 일방적인 채굴 중단은 심해에서 원자재 채굴을 줄이거나 환경 연구를 늘리거나 높은 환경 보호 기준을 개발하는 데 기여하지 않을 것"이며, 추가적인 영향 데이터를 수집하기 위해 소규모 운영을 즉시 시작해야 한다고 주장했다.
더 메탈스 컴퍼니는 바다에서의 채굴이 육상 채굴 활동보다 덜 해롭다고 말하며, 많은 과학자들도 그렇게 말한다. 심해 채굴 반대자들은 해저의 취약한 생태계에 대한 손상은 되돌릴 수 없으며, 그러한 채굴이 육상 채굴을 늦출 것이라는 보장은 없다고 반박한다. 그러나 11개의 개별 해저 교란 실험과 시험 채굴 작업에 대한 검토 결과, 26년 후 동식물군에 대한 긍정적이지만 완전하지는 않은 회복이 나타났다. 반대자들은 해저에는 다른 곳에는 존재하지 않는 해양 생물이 포함되어 있으므로 방해해서는 안 된다고 말한다. 해저의 생명과 발달 속도는 매우 느리므로, 사소한 교란이라도 장기적인 영향을 미칠 수 있다.
국제 해저 기구(ISA)는 10년 넘게 심해 채굴 규정을 협상해 왔으며, 2024년 2월에 발표된 통합 초안을 포함하여 4개의 초안을 작성했다. ISA는 2023년에 2025년까지 채굴 규정을 채택할 의사를 밝혔다. 더 메탈스 컴퍼니는 이러한 규칙이 최종 확정될 때까지 충분한 시간을 두겠다고 말하지만, 반대자들은 회사가 심해 규제에 대한 합의를 도출하려는 공동의 노력을 앞서가고 있다고 말한다.
새로운 연구는 또한 해저의 다금속 단괴가 미칠 수 있는 잠재적 영향에 대한 새로운 통찰력을 제공한다. 단괴가 해저에서 산소를 생산하며, 단괴를 제거하면 완전히 알 수 없는 영향을 미칠 수 있다고 주장되어 왔다. 그러나 금속 단괴가 광합성과 무관한 산소원이라는 주장은 “낮은 품질의 랜더 실험으로 인한 잘못된 산소 유량 측정” 및 사용할 수 없는 데이터를 지적하는 과학자들에 의해 의문이 제기되었으며, 전기분해 주장은 저자 자신의 결론을 약화시키는 전압 측정으로 뒷받침되지 않는다. 그들은 또한 심해 생태계가 산소 흡수원이라는 수십 년간의 기존 연구와 모순되는 점을 강조한다.
2024년, 이 회사는 존 올리버 쇼의 한 에피소드에서 조사를 받았다. 올리버의 에피소드는 일부 연구자와 해양 과학자들로부터 비판을 받았는데, 그들은 올리버의 방송이 심해 채굴 반대자들이 일반적으로 퍼뜨리는 과장된 오해, 특히 탄소 저장 및 퇴적물 교란에 대한 오해를 반복했다고 경고했다. 연구에 따르면 해저가 아닌 해양 표면이 탄소 흡수에 훨씬 더 큰 역할을 하며, 단괴 수집 중 퇴적물 교란 가능성은 대부분의 추정치에 따르면 미미할 것으로 예상된다.